# Warhammer

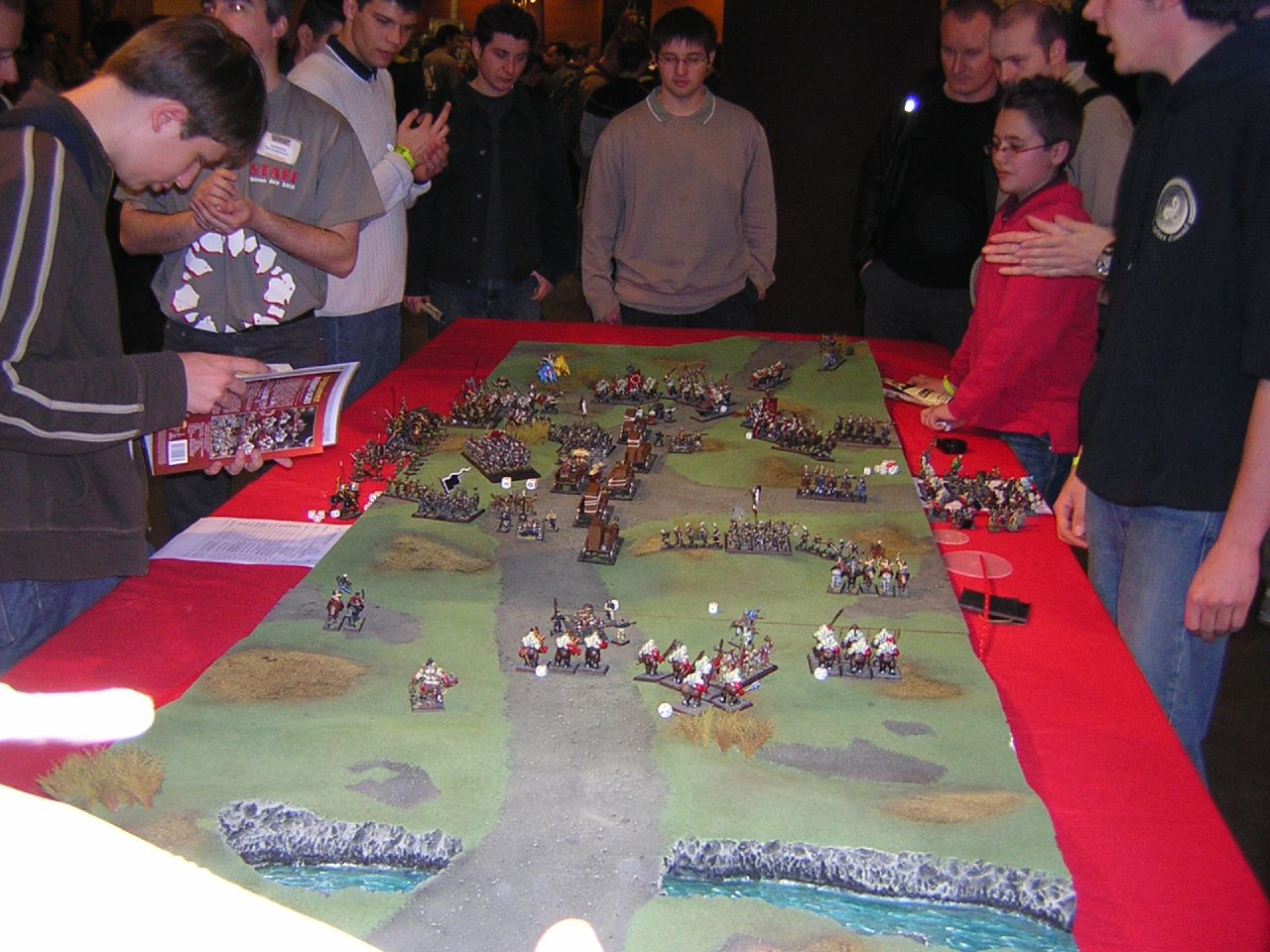
Warhammer Age of Sigmar

Warhammer Age of Sigmar (ook wel bekend als Warhammer Fantasy Battle, Warhammer of Aos) is een tabletopspel, uitgebracht door Games Workshop, dat zich afspeelt in een fantasywereld die enigszins te vergelijken is met middeleeuws Europa (kastelen, ridders, beperkte technologie), aangevuld met magie en niet-menselijke intelligente rassen: elfen, dwergen, ondoden, chaos (Demonen), skaven (Ratachtigen), reptielmannen (Lizardmen) e.d. De wereld van Warhammer vindt zijn oorsprong in onder andere de verhalen van fantasy-schrijvers J.R.R. Tolkien (In de Ban van de Ring, De Hobbit) en Michael Moorcock (Elric of Melnibone).
Warhammer is een spel van Britse origine, waardoor de terminologie Engels is.
Naast de fantasy-versie bestaan er andere varianten, zoals Warhammer 40.000 (Sci-Fi setting) of Warhammer Historical (met verschillende settings zoals de oudheid, de middeleeuwen en de Engelse burgeroorlog). Aan Warhammer gerelateerde spellen die ook door Games Workshop uitgebracht worden, zijn onder andere Lord of The Rings, Mordheim, en Warmaster. Naast de tabletop-varianten kwam in 2008 de MMORPG Warhammer Online uit.

## Geschiedenis van het spel
De directe voorloper van Warhammer is een regelset genaamd Reaper, die toeliet om kleinschalige schermutselingen uit te vechten met fantasy-figuren. 
De eerste versie van Warhammer kwam op de markt in 1983 en werd geschreven door Rick Priestley, Richard Halliwell en Bryan Ansell. Het spel werd verkocht als een doos met drie verschillende boeken (Tabletop Battles, Magic, Roleplaying & Characters). Een jaar later werd een uitbreiding gepubliceerd, Forces of Fantasy, dat onder andere verschillende legerlijsten bevatte. De kern van het spelsysteem zoals het bestond in de eerste editie, is nog steeds te herkennen in de huidige editie. In de eerste editie werd de Toughness-score uitgedrukt door middel van letters (A, B, C, ...) in plaats van getallen zoals in alle volgende edities. De cover-art op de doos was van de hand van John Blanche, en laat een geharnaste krijger zien die een skelet met een oorlogshamer of warhammer de kop inslaat. Deze tekening is ook hernomen als de inside-covertekening in het hardback boek voor de zevende editie.
In 1985 kwam versie 2 uit (opnieuw als basisdoos met drie boeken). De doos bevatte enkele papieren uitknipfiguren, die als tweedimensionale miniatures konden gebruikt worden. Uitbreidingen omvatten Ravening Hordes (legerlijsten), en de zogenaamde scenario-pakketten: Blood Bath at Orc's Drift, Blood on the Streets, Terror of the Lichemaster en The Tragedy of McDeath. Elk van deze pakketten bevatten een scenario dat bestond uit meerdere veldslagen, alsook kartonnen figuurtjes en gebouwen. Er wordt vanaf deze versie ook meer aandacht geschonken aan het zogenaamde Warhammer Universum, de wereld waarin het spel zich afspeelt. Simultaan met deze versie wordt het roleplaying-element in het spel afgesplitst naar een apart rollenspel, Warhammer Fantasy Roleplay.
In 1987 werd versie 3 gepubliceerd, niet meer als doos met boeken, maar als een hardcover-uitgave. De chaoswereld wordt in detail uitgewerkt in de bekende Realm of Chaos boeken: Slaves to Darkness in 1988 en The Lost and the Damned in 1990. Andere uitbreidingen zijn Warhammer Armies (legerlijsten) en Warhammer Siege (regels voor belegeringen). Ook wordt in 1987 Warhammer 40,000 gepubliceerd, dat de Sci-Fi-versie van Warhammer wordt.
In 1992 kwam versie 4 op de markt en bij de basisdoos worden nu ook de benodigdheden zoals plastieken Goblins en High Elves geleverd. Warhammer Magic is een uitbreidingsset die het spelsysteem van magiespreuken grondig hervormt. Deze versie betekent ook een stijlbreuk met de derde editie, omdat elk ras en leger zijn eigen armybook krijgt. Bovendien ontstaat in deze versie de zeer sterke koppeling tussen de regels enerzijds en de miniatuurtjes geproduceerd door Citadel Miniatures anderzijds.
Vier jaar later kwam versie 5 uit, die niet veel verschilt van versie 4. De legers die nog geen eigen armybook hadden, krijgen deze bij de nieuwe versie. Ook worden een paar oudere legers zelfs voorzien van nieuwe regels. Er komen ook andere uitbreidingen op de markt. 
Versie 6 werd in 2000 gepubliceerd. Ook deze keer worden een paar legers niet meer ondersteund (Dogs of War en Chaos Dwarfs) en komen er andere in de plaats (Ogre Kingdoms). Het is ook het begin van wereldwijde campagnes, zoals Dark Shadows en Storm of Chaos.
Versie 7 werd in augustus 2006 gepubliceerd. Het magiesysteem is deels aangepast en dan met name de "Lores". Ook zijn de regels voor "Hand weapons" en "Rank bonusses" lichtelijk aangepast. Het nieuwe boek gaat dieper in op de geschiedenis van verschillende rassen, maar heeft minder scenarioregels. In deze versie gaat de traditie van de wereldwijde campagnes verder, met de Nemesis Crown in de zomer van 2007.
Versie 8 werd gepubliceerd in juli 2010, waarbij er wat regels veranderden bij onder andere het afvuren van kanonnen.
In 2015 werd Warhammer Fantasy Battle vervangen door Warhammer: Age of Sigmar.
In 2024 werd er terug aangeknoopt met de traditie van de eerdere edities, met de publcatie van Warhammer: The Old World.

## Benodigdheden
Om een spel Warhammer te kunnen spelen is een aantal zaken noodzakelijk:
- Dobbelsteen (6-zijdig (ook wel D6 genoemd));
- Een leger (voor elke speler een);
- Een plek om te spelen (tabletop);
- Een Algemeen Regelboek;
- Een "Armybook" (regelboek) voor het leger waar mee gespeeld wordt (voor elke speler één);
- Verf en kwasten. Het is verplicht om in toernooien de poppetjes minimaal twee kleuren te geven. (met uitzondering van de basecoat);
- Een meetlat (om te meten hoeveel een leger mag lopen).

## Keuze voor een leger
Er zijn 15 verschillende rassen in de Warhammer-wereld met elk een unieke strategie.

#### Rassen
- High Elves: De elfen van Ulthuan. Een zeer oud, magisch ras dat het niet moet hebben van brute spierkracht, maar doordacht te werk gaat.
- Wood Elves: Altijd bewapend met hun pijl-en-boog, maar gebruiken ook de bomen (ook letterlijk) om voor ze te strijden. Zij hebben in de nieuwe editie ook een heel erg hard combatleger en gaan tewerk door snel en beweeglijk te zijn (skirmish)
- Dark Elves: Deze elfen waren vroeger High Elves, maar steunden de heersers van de provincie Nagarythe in een burgeroorlog tegen de andere provincies en moesten noodgedwongen een nieuwe thuisplaats zoeken toen ze verdreven werden van het eiland Ulthuan. Sindsdien wonen ze in Naggaroth en koesteren een grote haat tegen de High Elves.
- The Empire: Mensen, ze geloven onder andere in hun god Sigmar. Deze mensen gebruiken pistolen en kanonnen, gemaakt met Technologie die ze van de Dwarfs kregen, om je het leven zuur te maken.
- Bretonnia: Mensen uit een Feodale samenleving. De ridders zijn het belangrijkste, zij strijden met eer en zullen nooit hun woord breken. Ridders volgen de "Dame uit het Meer", en de bijbehorende Heilige Graal.
- The old ones: Hagedisachtige wezens die onder de macht staan van de slann (wizards). Ze vechten met dinosaurussen. Ze wonen in de jungles van Lustria.
- Dwarfs: Een enorm koppig en volharden ras. Ze zijn niet groot maar als ze je raken, dan raken ze je goed. Maken veel gebruik van kanonnen, geweren en kruisbogen om hun tegenstander uit te schakelen. De Runesmiths horen bij de beste smeden uit de hele Warhammer wereld. En gedane onrechten vergeten ze nooit meer.
- Chaos Dwarfs: Dwergen uit het Oosten, meesters van onvoorstelbare en dodelijke machines. Gebruiken veel Greenskin slaven en hebben een gedwongen bondgenootschap met de Hobgoblins. Dit ras is nu niet meer verkrijgbaar en heeft geen apart Armybook
- Orcs & Goblins: De Orcs en Goblins willen enkel vechten, maakt niet uit tegen wie, soms ook gewoon tegen elkaar, zolang ze altijd maar tegenstanders hebben.
- Vampire Counts: De machtige vampieren van de wereld met hun enorme aantal zombies en skeletten.
- Beastmen: Gemuteerde beesten, aanbidden de chaosgoden. Deze vreemde schepselen zijn kruisingen tussen mensen, schapen, geiten, koeien en andere wezens.
- Skaven: Gemuteerde ratten, net iets kleiner dan mensen, maar kwaadaardig tot op het bot. Ze houden ervan alles op te blazen, inclusief zichzelf...
- Hordes of Chaos: De inwoners van het Noorden van de Warhammer wereld, ze raakten in de verleiding door de 4 Chaos Goden en werken nu samen met hen, en hun demonen. Inmiddels zijn ze gesplitst in de Daemons of Chaos en de Warriors of Chaos.
- Deamons of Chaos : Dienaren van de Chaos goden. Afschrikwekkende wezens, die over bovennatuurlijke krachten beschikken.
- Tomb Kings: Egyptische Ondoden, ze zijn zeer talrijk en maken gebruik van strijdwagens en "screaming skull katapult's". Deze katapult's zijn zeker niet te onderschatten, ze kunnen met een beetje spelinzicht heel wat units aan flarden schieten.
- Ogre Kingdoms: Enorme wezens met een grote eetlust. Eten alles wat in hun weg komt.

De beschikbare legers, alsook de aard en het karakter van de legers, zijn in de loop van verschillende edities van Warhammer meerdere malen aangepast. Zo zijn ooit legers beschreven voor Slann-krijgers (een soort kikkermensen), Norse (Noormannen), Fimir e.d. Vaak worden legers hertekend en regels aangepast in functie van nieuwe miniatuurtjes die door Games Workshop op de markt worden gebracht.

## Indeling van elk leger
Elk leger bestaat uit verschillende onderdelen:
- helden en heren (Heroes / Lords) : Dit zijn leidende figuren, onmisbaar voor een leger. Hieruit wordt ook de Generaal geselecteerd.
- Core (De kern van het leger): Dit zijn de doorsnee soldaten. Te denken valt bijvoorbeeld aan soldaten met speren, kruisbogen en dergelijke.
- Speciaal (Special) (Speciale troepen): Dit zijn troepen die minder vaak voorkomen dan Core. Ze zijn meestal beter in vechten, maar duurder (in punten).
- Zeldzaam (rare) (Elite troepen): Dit zijn soldaten of machines waarvan er maar enkele in een land/provincie te vinden zijn.

## Kosten
Elk legeronderdeel kost een bepaald aantal punten. Een gewone soldaat van The Empire kost bijvoorbeeld 6 punten.
Als toevoeging zijn voor sommige legers mogelijk: 
- Een schild
- Lichte bepantsering
- Zware bepantsering
- Een Kampioen, meestal hebben ze een titel zo als Sergeant, Big Boss, Eerste kampioen enz.
- Een muzikant
- Een vaandeldrager
- Magische voorwerpen
- Andere speciale opties

Punten verschillen van leger tot leger.
De speler kan er bijvoorbeeld voor kiezen om 20 soldaten van bv. 6 punten in te zetten, zonder extra bewapening. Dat kost hem dan 20x6= 120 punten. De speler kan er bijvoorbeeld ook voor kiezen om 15 soldaten in te zetten, met een schild (bv. van 1 punt) en een kapitein (bv. van 10 punten), dan kost dit: 15x6 + 15x1 + 10 = 115 punten.
Er zijn twee soorten characters (leiders): hero's (helden) en lords (heren).
Voorbeeld van Helden.
In een klein Warhammer gevecht zijn dit de generaals.
Ze hebben vele namen, zo heeft The Empire bijvoorbeeld een kapitein of een tovenaar als held, terwijl de Orks een Big boss of een Shaman als held kunnen kiezen.
De held kan ook een speciale vlag dragen, die het leger bepaalde bonussen geeft. 
Voorbeeld wat een held kan dragen
- Een schild
- Lichte bepantsering
- Zware bepantsering
- Een strijdros
- bepantsering voor paard
- Magische wapens en uitrusting
- De battle standard
- Andere speciale opties

De punten hiervoor verschillen per held en per leger.
Voorbeeld van Lords.
In een groot Warhammergevecht zijn dit de generaals. Net als helden hebben ze vele titels. Een Empirespeler kan een grootmeester inzetten en de Orks een Warboss.
Voorbeeld van wat een heer kan dragen
- Een draak
- Een zeldzaam zwaard
- De items genoemd bij de held
- Andere speciale opties

Ook hier verschillen de punten weer per held en per leger
Een speler kan een held inzetten in zijn gevecht. Hij kost bijvoorbeeld 50 punten. De speler geeft hem een strijdros met bepantsering (15 punten). Een zwaar harnas (10 punten) en een special zwaard (25 punten). Totaal 100 punten. (Dit is een voorbeeld, de kosten in punten kunnen verschillen van leger tot leger en van character tot character).

## Het samenstellen van een leger
Voordat met het samenstellen van een leger begonnen kan worden, moet er eerst met de tegenstander afgesproken worden met hoeveel punten het spel gespeeld gaat worden. Voor een avond spelen met ervaren spelers wordt meestal 2000 à 3000 punten genomen. 
Voor elke categorie is er een percentage dat aanduidt hoeveel procent er van die categorie minimum/maximum in een leger moet/mag zitten (in punten). 
- Lords: maximaal 25%
- Heroes: maximaal 25%
- Minimaal 1 Lord of 1 Hero voor Generaal
- Core: minimaal 25%
- Special: maximaal 50% (en max. 3 dezelfden of 6 in een groot leger)
- Rare: maximaal 25% (en max 2 dezelfden of 4 in een groot leger)

Op basis van die gegevens stelt een speler een legerlijst op. Voor Warhammer is het wel noodzakelijk dat men van elke unit die men inzet, ook daadwerkelijk de miniaturen heeft.

## De beurten
Warhammer is een zogenaamd 'Turn-based' spel. Dit wil zeggen dat de gebeurtenissen zich niet tegelijkertijd afspelen, maar in aparte beurten, die 'Turns' heten. Iedere speler mag in zijn/haar beurt een aantal dingen ondernemen, 'fases' geheten. De fases hebben een vastgelegde volgorde. Wanneer een fase is afgesloten, mogen er geen andere dingen meer uit die fase gedaan worden. Men mag dus niet in de 'Shooting fase' nog dingen uit de 'Movement fase' doen 
Dit is de volgerde van beurten
Heldenfase of Toverspreuken uitspreken en heldenvaardigheden inzetten.
Verplaatsingsfase Eenheden op het slagveld verplaatsen.schietfase Aanvallen met projectielen.
Aanvalsfase Eenheden het slagveld laten bestormen.
Gevechtsfase Samen komen en met slagwapens aanvallen.
Gevechtstraumafase Beoordelen in hoeverre je uitgedunde eenheden nog overeind staan.

### Startfase
Sommige handelingen moeten worden uitgevoerd voordat men met zijn beurt begint. Dit gebeurt in de startfase. Vaak betreft dit bepaalde testen, bijvoorbeeld of units beginnen of stoppen met vluchten voor een vijand, of om te bepalen of sommige domme units wel gebruikt mogen worden deze beurt.

### Movementfase
Hierin worden de charges (aanvallen) vastesteld en kan men zijn units verplaatsen. De afstand waarbinnen dit kan, wordt beperkt door de maximale loopafstand die in hun statistieken staat. Wanneer er aangevallen wordt, moet men 2 dobbelstenen gooien en het aantal ogen optellen bij de normalenmovement. (charge) Wanneer een unit grote afstanden af wil leggen worden de wapens en schilden op de rug genomen en ook hier kan de unit 2x zo ver lopen. Dit noemt men marchen (marcheren). Marchen mag echter niet als er een unit van tegenstanders binnen 8 inch van jouw marchende unit staat aan het begin van jou beurt.

### Magic fase
Sommige legers hebben tovenaars. Deze hebben de mogelijkheid om magie te gebruiken. In deze fase mag dus geprobeerd worden magische spreuken af te roepen.

### Shootingfase
In de shooting fase wordt het schieten behandeld. Hierin mogen soldaten met bijvoorbeeld bogen, slingers of ander schiettuig proberen de vijand te raken. Ook zogenaamde 'War machines' met de mogelijkheid tot schieten, zoals een katapult of bolt thrower, mogen dat in deze fase.

### Close-Combatfase
De in de 'Movementfase' vastgestelde charges worden hier uitgevochten.
Ook gevechten uit voorgaande beurten die nog niet beslist zijn, worden nu uitgevochten.

## Warscrol
Iedere unit heeft bepaalde warscrol, dit staat op een warscrol:
(M): Movement: hoeveel inch kan een model lopen
(WS): Weapon Skill: hoe bedreven is dit model in raken in close combat
(BS): Ballistic Skill: hoe bedreven is dit model in schieten
(S): Strength: hoe hard slaat dit model
(T): Toughness: hoe moeilijk is het dit model een dodelijke wond toe te brengen
(W): Wounds: Hoeveel dodelijke wonden kan een model hebben
(I): Initiative: hoe snel is een model (wie slaat eerst in een gevecht)
(A): Attacks: hoe vaak dit model mag slaan
(LD): Leadership: hoe moedig is dit model
(AS): Armour Save: hoe goed is de armour van dit model
(WrdSv): Ward Save: Bovennatuurlijke protectie(extra soort AS)

## Vechten
Als een unit in gevecht staat met een tegenstander, wordt dit uitgevochten met behulp van dobbelstenen. 
Ten eerste wordt de WS van de models vergeleken, op basis hiervan moet een waarde gegooid worden met een dobbelsteen. Als twee models dezelfde WS hebben, is er 50% kans dat er raak geslagen wordt, dus wordt er geraakt op een 4+. Als een aanvallend model meer WS heeft dan een verdedigend model, wordt er geraakt op een 3+. Als een aanvallend model minder WS heeft dan een verdedigend model, raakt hij op een 5+. 
Dus als een aanvallend model een WS van 4 heeft en een WS 5 model aanvalt, heeft hij minder WS dan het verdedigende model en raakt dus op een 5+. Als de aanvaller nou 6 WS had, had hij meer WS dan de verdediger en raakte hij op een 3+.
Als dit lukt, wordt de Strength van de aanvallende partij vergeleken met de Toughness van de verdedigende partij, en hieruit volgt weer een waarde. Als de Strength gelijk is aan de Toughness, moet er een 4+ gegooid worden. Voor elk punt dat de Strength hoger is, wordt de moeilijkheid een verlaagt. Dus 1 strength meer dan de Toughness wordt een 3+. 
Je kunt nooit automatisch iets verwonden. Ook al heb je 10 Strength tegen 1 Toughness moet je nog steeds een 2+ gooien. 
Als de Toughness hoger is dan de Strength werkt het hetzelfde, maar dan andersom. Voor elke Toughness dat een model hoger heeft dan de aanvaller zijn Strength, wordt het 1 punt moeilijker om te verwonden. Dus 3 Strength tegen 4 Toughness maakt een 5+. Als de Toughness 3 punten hoger is dan de aanvaller zijn Strength, wordt er nog steeds verwond op een 6+. Maar is de Toughness meer dan 3 punten hoger dan een aanvaller zijn Strength (bijvoorbeeld een draak met Toughness 6 tegen een Snotling met Strength 2), dan is het niet mogelijk om met die lage strength een wond te doen. De draak heeft gewoon een te taaie huid voor de snotling om doorheen te slaan. 
Als uiteindelijk ook voor verwondingen goed gegooid is, heeft het aanvallende model een dodelijke wond toegebracht aan het verdedigende model. Deze wond is nog te redden door een Armour save of een Ward save. Als ook die niet lukken krijgt het model een "Wound". Als een model zijn maximale aan Wounds gekregen heeft is het dood en wordt van de tafel verwijderd. (normaal gesproken heeft een model maar 1 wound en wordt dus meteen van de tafel verwijderd)

## 2+ 3+ 4+ 5+ 6+
Tijdens Warhammer wordt er vaak gezegd "raak op een 4+". Hiermee wordt bedoeld dat er een 6-zijdige dobbelsteen (ook wel D6 genoemd) wordt gegooid, en op een resultaat van vier of meer is het gelukt.
Hieruit volgt dat een 2+ een stuk makkelijker is te halen dan een 5+.

## 1+ vs 2+ save
Sommige eenheden (Bijvoorbeeld Zware Cavalerie) kunnen een 1+ save hebben. Om te voorkomen dat een unit altijd (automatisch) een save haalt, is ingesteld dat een 1 op een dobbelsteen altijd betekent dat een save niet gehaald is.
Het voordeel van een unit een 1+ save te geven boven een save van 2+, ligt hem erin dat, als de slagkracht (S) van een unit groot is, er waardes van de save afgaan. 
- Strength 3: Geen verandering in save
- Strength 4: Save -1 (Een 3+ save wordt dan een 4+ save)
- Strength 5: Save -2

enz.
Dus een unit met een save van 1+ die een Strength 5 hit krijgt, heeft een 1+2=3+ save over, terwijl een unit die een save van 2+ een hit van Strength 5 krijgt, een save van 'maar' 2+2=4+ overhoudt.

## Wardsave
Een bijzondere save is de Wardsave, deze kan ook b.v. 4+ zijn, maar deze save wordt niet slechter naarmate de Strength van de hit groter wordt. De Wardsave wordt gedaan ná de Armour Save. Als men de Armour Save niet haalt, is er nog een mogelijkheid om met een Wardsave de schade aan je troepen te beperken.

## Speltypes
Binnen Warhammer zijn er verschillende manieren om te spelen:
- Scenario
- Normale Veldslag

Een scenario betekent dat er een bepaalde doelstelling is, vaak heb je hierbij een aanvaller en een verdediger.
Zo'n doel kan zijn:
- Het voor 5 beurten verdedigen van een brug
- Het platbranden van X huizen van de verdediger
- Aan de andere kant van de tafel komen

Een normale veldslag heeft 1 doel: De tegenstander vernietigen.

## Duur van het spel
Er zijn verschillende manieren om het einde van het spel te bepalen
- Er wordt gespeeld tot een bepaalde tijd (23:00u gaat de laatste beurt in)
- Er wordt gespeeld voor een vast aantal beurten
- Er wordt gespeeld voor een vast aantal beurten + nD6 beurten
- Er wordt gespeeld tot de tegenstander volledig vernietigd is

Indien er een scenario gespeeld wordt, ligt ook vaak de duur van het spel vast.
Doorgaans wordt er ook gesteld dat als een der partijen opgeeft, de ander automatisch wint, en wel met een massacre.

## Overwinningstypes
Als het spel is afgelopen wordt er bepaald wie er gewonnen heeft. Tenzij een scenario anders bepaalt worden er overwinningspunten (victory points) toegekend voor:
- Volledig vernietigen van een eenheid (aantal punten dat unit waard was)
- Tussen de 51% en 99% vernietigen van een eenheid (50% van het aantal punten dat de unit waard was)
- Vermoorden van een generaal: 100 punten
- Verkrijgen van de (Battle Standard): 100 punten
- Elk kwart van de tafel dat de speler in zijn bezit heeft (100 punten)

Elke speler berekent het aantal punten dat de tegenstander heeft gemaakt.
De twee waardes worden van elkaar afgetrokken, en de uitslag wordt opgezocht in een tabel in het regelboek.
De mogelijke uitslagen zijn:
- Gelijkspel (Draw): beide legers zijn dusdanig toegetakeld dat niemand de overwinning kan opeisen.
- Kleine overwinning (Minor Victory): een der legers heeft nipt gewonnen.
- Grote overwinning (Solid Victory): een der legers heeft overduidelijk gewonnen.
- Slachtpartij (Massacre): het ene leger heeft het andere van tafel geveegd.